# Drewnica
Drewnica (deutsch Schönbaum) ist ein Dorf im Verwaltungsbezirk Gmina Stegna im Powiat Nowodworski in der Woiwodschaft Pommern im Norden Polens.

## Geographie
Der Ort liegt etwa 13 Kilometer nordwestlich von Nowy Dwór Gdański und 24 Kilometer östlich der Regionalhauptstadt Danzig. Mikoszewo befindet sich südöstlich der Mündung des Weichseldurchstichs am Beginn der Frischen Nehrung. Im Norden grenzt er an Mikoszewo (Nickelswalde) und Stegna (Steegen). Es liegt in der historischen Region Pommern.

## Geschichte

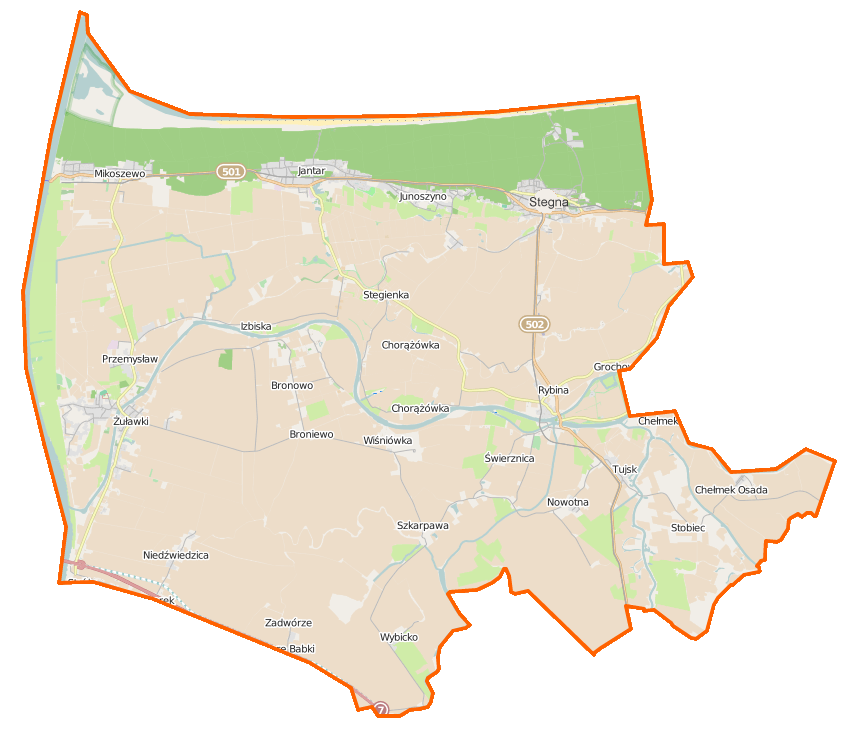
Karte der Landgemeinde

Im Jahr 1945 erhielt das Dorf den Namen Drewnica. Die deutschen Einwohner wurden vertrieben.

## Verkehr
Drewnica liegt an der Woiwodschaftsstraße 501 von Danzig nach Krynica Morska (Kahlberg-Liep).